# Rumours (Album)
Rumours (englisch für Gerüchte) ist das elfte Studioalbum der Rockband Fleetwood Mac. Es erschien 1977 und gehört mit 40 Millionen verkauften Exemplaren zu den weltweit meistverkauften Alben. Bereits im Dezember 1976 war die Single Go Your Own Way ausgekoppelt worden.

## Geschichte
In den zwei Jahren seit dem Erscheinen des vorherigen Albums waren die Verhältnisse innerhalb der Band schwierig geworden. Mick Fleetwood trennte sich von seiner Frau Jenny. Lindsey Buckingham und Stevie Nicks, die eine Beziehung hatten, als sie der Gruppe beitraten, trennten sich ebenfalls, genauso wie John und Christine McVie, obwohl alle fünf in der Band blieben. Das bedeutete, wie Stevie Nicks später darlegte, dass Leute, die normalerweise keine Rolle im Leben der anderen spielten, viele Stunden und schwere Zeiten zusammen erlebten. Christine McVie merkte später an, dass sie jeweils gegenseitig über sich schrieben, daher auch der Titel des Albums.
Nicks hielt das von Buckingham geschriebene Stück Go Your Own Way für eine düstere Anspielung auf die vorauszusehende Trennung dieser Besetzung, und sie und Buckingham diskutierten darüber. Dreams war ihr Versuch, optimistischer zu sein. You Make Loving Fun bezieht sich auf eine Affäre zwischen Christine McVie und dem leitenden Beleuchter der Gruppe. Gold Dust Woman ist eine Anspielung auf Kokain. Don’t Stop wurde von Christine McVie nach ihrer Scheidung geschrieben und gewährte eine optimistische Aussicht auf ihre frisch getrennten Leben.
Songbird wurde von Christine McVie als „eine kleine Hymne“ beschrieben, die „für uns alle bestimmt ist“. Von The Chain wurden die letzten eineinviertel Minuten zuerst geschrieben, ohne dass es einen Titel gab. Stevie Nicks hatte diesen Teil allein geschrieben und zeigte ihn den anderen. Sämtliche Bandmitglieder trugen nun etwas zur Komposition bei. Daraufhin hatte Buckingham eine Idee für den Beginn, und der erste Teil wurde aufgenommen.
Auf dem Cover des Albums sind Stevie Nicks und Mick Fleetwood als tanzendes Paar in schwarzweiß dargestellt. An Fleetwoods Hosenbund sind Klick-Klack-Kugeln befestigt. Auf der Rückseite sowie einem beigelegten Blatt sind einige Fotografien der Band abgebildet, auf dem auch die Songtexte abgedruckt sind.

## Veröffentlichungen

### Videoalbum und SACD (2001)
Die DVD-Audio-Version und die SACD (Super Audio CD) beinhalten zusätzlich Silver Springs (als Titel 6) nach Go Your Own Way, während Songbird ans Ende platziert wurde (Track 12). Alle anderen Titel behielten ihre ursprüngliche Nummerierung.
Die DVD-Audio-Version, bietet neben 96-kHz-/24-bit-Raumklang und Stereo-Aufnahmen eine Fotogalerie, exklusiv für DVD-Audio-Player; Dolby-Digital-5.1-Raumklang, exklusiv für übliche DVD-Player, und The Making of ‚Rumours‘, eine 37-minütige Sammlung von Audio-Interviews, die Einzelheiten zu Entstehung und Aufnahme jedes Songs bietet.
Die SACD Hybrid Version bietet auf SACD Playern Stereo oder Multi-ch (Raumklang) Wiedergabe in DSD Qualität und ist auch auf gewöhnlichen CD Playern allerdings nur in Stereo abspielbar.

### Neuausgabe (2004)
Im März 2004 veröffentlichte Warner Bros. ein Remastered-Album mit einer Bonus-CD mit Outtakes, frühen Demoversionen und Jam-Sessions.

### 3-CD-Expanded und Deluxeversionen (2013)
Im Januar 2013 veröffentlichte Warner Bros. zum 35. Jubiläum ein 3-CD Boxset, bestehend aus einem Remastered-Album und bisher unveröffentlichten Live-Aufnahmen von der Welttournee 1977 und einer Reihe von Session-Outtakes aus den Rumours-Aufnahmen. Gleichzeitig erschien eine Deluxe-Version mit 4 CDs, einer DVD und einer Vinyl-LP.

### The Alternate Rumours (2020)
Nachdem schon von anderen Alben Versionen mit alternativen Aufnahmen der einzelnen Songs veröffentlicht worden waren, erschien im September 2020 auch von Rumours eine alternative Albumversion.

## Titelliste

### Originalausgabe
Seite 1
1. Second Hand News (Lindsey Buckingham) – 2:43
2. Dreams (Stevie Nicks) – 4:14
3. Never Going Back Again (Buckingham) – 2:14
4. Don’t Stop (Christine McVie) – 3:11
5. Go Your Own Way (Buckingham) – 3:38
6. Songbird (C. McVie) – 3:20 Aufgenommen im Zellerbach Auditorium, University of California, Berkeley, 3. März 1976

Seite 2
1. The Chain (Nicks, Buckingham, C. McVie, John McVie, Mick Fleetwood) – 4:28
2. You Make Loving Fun (C. McVie) – 3:31
3. I Don’t Want to Know (Nicks) – 3:11
4. Oh Daddy (C. McVie) – 3:54
5. Gold Dust Woman (Nicks) – 4:51

### Neuausgabe von 2004
1. Second Hand News (Buckingham) – 2:43
2. Dreams (Nicks) – 4:14
3. Never Going Back Again (Buckingham) – 2:02
4. Don’t Stop (C. McVie) – 3:11
5. Go Your Own Way (Buckingham) – 3:38
6. Songbird (C. McVie) – 3:20
7. Silver Springs (Nicks) – 4:33
8. The Chain (Buckingham, Fleetwood, J. McVie, C. McVie, Nicks) – 4:28
9. You Make Loving Fun (C. McVie) – 3:31
10. I Don’t Want to Know (Nicks) – 3:11
11. Oh Daddy (C. McVie) – 3:54
12. Gold Dust Woman (Nicks) – 4:51

Anmerkung: Der Titel Silver Springs wurde als B-Seite von Don’t Stop und Go Your Own Way veröffentlicht. Dieser Song, der ursprünglich auf die LP kommen sollte, wurde wegen seiner Länge von 4:33 nicht verwendet. Der kürzere Titel I Don’t Want to Know war der Ersatz. Die Standardversion von Rumours enthält mittlerweile Silver Springs.

## Singles
| Jahr | Titel               | Höchstplatzierung, Gesamtwochen, AuszeichnungChartplatzierungen (Jahr, Titel, , Platzierungen, Wochen, Auszeichnungen, Anmerkungen) | Höchstplatzierung, Gesamtwochen, AuszeichnungChartplatzierungen (Jahr, Titel, , Platzierungen, Wochen, Auszeichnungen, Anmerkungen) | Höchstplatzierung, Gesamtwochen, AuszeichnungChartplatzierungen (Jahr, Titel, , Platzierungen, Wochen, Auszeichnungen, Anmerkungen) | Höchstplatzierung, Gesamtwochen, AuszeichnungChartplatzierungen (Jahr, Titel, , Platzierungen, Wochen, Auszeichnungen, Anmerkungen) | Höchstplatzierung, Gesamtwochen, AuszeichnungChartplatzierungen (Jahr, Titel, , Platzierungen, Wochen, Auszeichnungen, Anmerkungen) | Anmerkungen                                               |
| Jahr | Titel               | DE | AT | CH | UK | US | Anmerkungen                                               |
| ---- | ------------------- | --- | --- | --- | --- | --- | --------------------------------------------------------- |
| 1976 | Go Your Own Way     | DE11 (21 Wo.)DE | — | — | UK38 ×4Vierfachplatin · (6 Wo.)UK                                                                                                   | US10 (15 Wo.)US | Erstveröffentlichung: Dezember 1976 Verkäufe: + 2.765.000 |
| 1977 | Dreams              | DE33 (10 Wo.)DE | AT64 (1 Wo.)AT | CH30 (9 Wo.)CH | UK24 ×4Vierfachplatin · (49 Wo.)UK                                                                                                  | US1 Gold · (23 Wo.)US | Erstveröffentlichung: 24. März 1977 Verkäufe: + 4.035.000 |
| 1977 | Don’t Stop          | DE41 (5 Wo.)DE | — | — | UK32 Platin · (5 Wo.)UK | US3 (18 Wo.)US | Erstveröffentlichung: 1. April 1977 Verkäufe: + 600.000   |
| 1977 | You Make Loving Fun | — | — | — | UK45 Gold · (2 Wo.)UK | US9 (14 Wo.)US | Erstveröffentlichung: September 1977 Verkäufe: + 400.000  |

## Mitwirkende
- Stevie Nicks – Gesang
- Lindsey Buckingham – Akustikgitarre, Elektrische Gitarre, Zwölfsaitige Gitarre, Perkussion, Gesang
- Christine McVie – Keyboards (darunter Fender Rhodes, Hammondorgel, Vox Continental, Harmonium und Clavinet), Moog-Synthesizer, Vibraphon, Gesang
- John McVie – Bassgitarre
- Mick Fleetwood – Schlagzeug, Perkussion

## Rezeption

### Preise
- 1978: Grammy Award in der Kategorie „Album des Jahres“ (Fleetwood Mac, Ken Caillat and Richard Dashut)

### Rezensionen
Das Album gewann 1978 den Grammy in der Kategorie Album des Jahres.
Rumours ist in zahlreichen Bestenlisten vertreten. In der Aufstellung der 500 besten Alben aller Zeiten des Rolling Stone belegte es 2020 Platz 7. Die Zeitschrift New Musical Express führt Rumours auf Platz 51 der 500 besten Alben aller Zeiten.
Pitchfork wählte es auf Platz 41 der 100 besten Alben der 1970er Jahre. In der Auswahl der 200 besten Alben aller Zeiten von Uncut erreichte Rumours Platz 63.
Das Magazin Time nahm Rumours in die Zusammenstellung der 100 wichtigsten Alben auf. Das Album wurde 2003 in die Grammy Hall of Fame und 2017 in die National Recording Registry der Library of Congress aufgenommen.

## Kommerzieller Erfolg

### Chartplatzierungen
| ChartsChartplatzierungen       | Höchstplatzierung | Wochen |
| ------------------------------ | ----------------- | ------ |
| Deutschland (GfK)              | 5 (… Wo.)         | …      |
| Österreich (Ö3)                | 15 (70 Wo.)       | 70     |
| Schweiz (IFPI)                 | 17 (20 Wo.)       | 20     |
| Vereinigte Staaten (Billboard) | 1 (… Wo.)         | …      |
| Vereinigtes Königreich (OCC)   | 1 (… Wo.)         | …      |

| ChartsJahrescharts (1977)      | Platzierung |
| ------------------------------ | ----------- |
| Deutschland (GfK)              | 11          |
| Vereinigte Staaten (Billboard) | 1           |
| Vereinigtes Königreich (OCC)   | 5           |

| ChartsJahrescharts (1978)      | Platzierung |
| ------------------------------ | ----------- |
| Deutschland (GfK)              | 11          |
| Vereinigte Staaten (Billboard) | 3           |

| ChartsJahrescharts (2013)    | Platzierung |
| ---------------------------- | ----------- |
| Vereinigtes Königreich (OCC) | 51          |

| ChartsJahrescharts (2014)    | Platzierung |
| ---------------------------- | ----------- |
| Vereinigtes Königreich (OCC) | 100         |

| ChartsJahrescharts (2016)    | Platzierung |
| ---------------------------- | ----------- |
| Vereinigtes Königreich (OCC) | 71          |

| ChartsJahrescharts (2017)      | Platzierung |
| ------------------------------ | ----------- |
| Vereinigte Staaten (Billboard) | 155         |
| Vereinigtes Königreich (OCC)   | 44          |

| ChartsJahrescharts (2018)      | Platzierung |
| ------------------------------ | ----------- |
| Vereinigte Staaten (Billboard) | 91          |
| Vereinigtes Königreich (OCC)   | 48          |

| ChartsJahrescharts (2019)      | Platzierung |
| ------------------------------ | ----------- |
| Vereinigte Staaten (Billboard) | 90          |
| Vereinigtes Königreich (OCC)   | 30          |

| ChartsJahrescharts (2020)      | Platzierung |
| ------------------------------ | ----------- |
| Vereinigte Staaten (Billboard) | 53          |
| Vereinigtes Königreich (OCC)   | 14          |

| ChartsJahrescharts (2021)      | Platzierung |
| ------------------------------ | ----------- |
| Vereinigte Staaten (Billboard) | 34          |
| Vereinigtes Königreich (OCC)   | 17          |

| ChartsJahrescharts (2022)      | Platzierung |
| ------------------------------ | ----------- |
| Vereinigte Staaten (Billboard) | 30          |
| Vereinigtes Königreich (OCC)   | 20          |

| ChartsJahrescharts (2023)      | Platzierung |
| ------------------------------ | ----------- |
| Vereinigte Staaten (Billboard) | 25          |
| Vereinigtes Königreich (OCC)   | 22          |

| ChartsJahrescharts (2024)      | Platzierung |
| ------------------------------ | ----------- |
| Österreich (Ö3)                | 54          |
| Vereinigte Staaten (Billboard) | 34          |
| Vereinigtes Königreich (OCC)   | 23          |

### Auszeichnungen für Musikverkäufe
| Land/Region                  | Auszeichnungen für Musikverkäufe (Land/Region, Auszeichnung, Verkäufe) | Verkäufe   |
| ---------------------------- | ---------------------------------------------------------------------- | ---------- |
| Australien (ARIA)            | 13× Platin                                                             | 950.000    |
| Belgien (BRMA)               | Gold                                                                   | 25.000     |
| Dänemark (IFPI)              | 4× Platin                                                              | 80.000     |
| Deutschland (BVMI)           | 5× Gold                                                                | 1.250.000  |
| Frankreich (SNEP)            | Platin                                                                 | 300.000    |
| Hongkong (IFPI/HKRIA)        | Platin                                                                 | 20.000     |
| Island (IFPI)                | Platin                                                                 | 5.000      |
| Italien (FIMI)               | Platin                                                                 | 50.000     |
| Kanada (MC)                  | 2× Diamant                                                             | 2.000.000  |
| Neuseeland (RMNZ)            | 14× Platin                                                             | 210.000    |
| Niederlande (NVPI)           | Platin                                                                 | 100.000    |
| Portugal (AFP)               | Gold                                                                   | 3.500      |
| Spanien (Promusicae)         | Gold                                                                   | 50.000     |
| Südafrika (RISA)             | 2× Gold                                                                | 50.000     |
| Vereinigte Staaten (RIAA)    | 21× Platin                                                             | 21.000.000 |
| Vereinigtes Königreich (BPI) | 17× Platin                                                             | 5.100.000  |
| Insgesamt                    | 5× Gold · 56× Platin · 4× Diamant ·                                    | 31.193.500 |

Hauptartikel: Fleetwood Mac/Auszeichnungen für Musikverkäufe

## Sonstiges
- The Chain wurde nach dem Erscheinen des Albums zum regelmäßigen Eröffnungssong aller Fleetwood-Mac-Konzerte. Nachdem Buckingham die Band vor der „Tango in the Night“-Tournee 1988 verlassen hatte, appellierte Stevie Nicks während der Tournee in diesem Song immer wieder „Lindsey, please don’t break the chain!“ („Lindsey, bitte unterbrich die Kette nicht!“)[46]
- 1998 wurde das Album unter dem Titel Legacy: A Tribute to Fleetwood Mac’s ‚Rumours‘[47] von verschiedenen Künstlern neu eingespielt. Produziert wurde dieses Album von Mick Fleetwood, Carl Stubner, Jason Flom und Scott Carlson. Das Cover zeigt eine Glaskugel, die von einer Hand umschlossen und von einer anderen berührt wird. Die Reihenfolge der Titel lautete wie auf der Originalausgabe, die Songs wurden von folgenden Künstlern eingespielt:
  1. Second Hand News – Tonic
  2. Dreams – The Corrs
  3. Never Going Back Again – Matchbox Twenty
ist mit dem Refrain von „The Chain“ durchsetzt
  4. Don’t Stop – Elton John
  5. Go Your Own Way – The Cranberries
  6. Songbird – Duncan Sheik
  7. The Chain – Shawn Colvin
  8. You Make Loving Fun – Jewel
  9. I Don’t Want to Know – Goo Goo Dolls
  10. Oh Daddy – Tallulah
  11. Gold Dust Woman – Sister Hazel
- Die amerikanische Fernsehserie Glee coverte Songs in der Episode mit dem Titel Rumours. Gecovert wurden Dreams, Never Going Back Again, Songbird, I Don’t Want to Know, Go Your Own Way und Don’t Stop, außerdem wurde The Chain als Hintergrundmusik benutzt.[48]